# Ablie Jallow
Ablie Jallow, né le 14 novembre 1998 à Bundung en Gambie, est un footballeur international gambien évoluant au poste de milieu de terrain au Servette FC.

## Biographie

### En club

#### Formation (jusqu'en 2016)
Formé au Real de Banjul, Ablie Jallow rejoint Génération Foot en 2016, après avoir été repéré par les techniciens de Génération Foot lors du tournoi de l'UEMOA à Saint-Louis.

#### AS Génération Foot (2016-2017)
Pour sa première saison en Ligue 1 sénégalaise, il participe activement au titre de champion décroché par Génération Foot en marquant huit buts et donnant quatre passes décisives.

#### FC Metz (2017 - 2025)
Le 11 juillet 2017, il s'engage pour cinq ans en faveur du FC Metz et inscrit son premier but en professionnel face au RC Lens en Coupe de la Ligue (1-1, 3-5 t.a.b).
Il réintègre à nouveau l'effectif messin à l'été 2022 et inscrit son premier but avec le club le 13 août 2022, face à Valenciennes (2-0). Il devient rapidement titulaire sous László Bölöni lors de la saison 2022-2023 en Ligue 2 et participe à 36 matchs toutes compétitions confondues pour un total de sept buts et six passes décisives.
Blessé lors du début de la saison 2023-2024 en Ligue 1, Jallow rate les trois premiers matchs, puis se blesse une nouvelle fois lors du dernier match de groupe de la CAN 2023 avec la Gambie. À son retour, il ne délivre seulement qu'une passe décisive contre le Stade rennais FC.
Lors de la saison 2024-2025 de Ligue 2, il inscrit un coup franc contre le SC Bastia lors de la première journée du championnat à la 98ème minute qui permet au club lorrain d'accrocher le match nul. À la fin de cette saison, le FC Metz annonce le départ du joueur, libre de tout contrat.

#### AC Ajaccio (2019-2020 en prêt)
Le 2 septembre 2019, il est prêté par le FC Metz à l'AC Ajaccio jusqu'à la fin de la saison.

#### RFC Seraing (2020-2022 en prêt)
Le 20 août 2020, il est de nouveau prêté par le club lorrain jusqu'à la fin de la saison, au RFC Seraing.

### En équipe nationale
Il reçoit sa première sélection en équipe de Gambie le 20 juin 2015, contre le Sénégal (défaite 3-1). Il inscrit son premier but en sélection face au Bénin, lors des éliminatoires de la CAN 2019.

## Statistiques

### Statistiques en club
| Saison                | Club                  | Championnat           | Championnat | Championnat | Championnat | Coupe nationale | Coupe nationale | Coupe nationale | Coupe de la Ligue | Coupe de la Ligue | Coupe de la Ligue | Play-offs | Play-offs | Play-offs | Total | Total | Total |
| Saison                | Club                  | Division              | M.          | B.          | P.d.        | M.              | B.              | P.d.            | M.                | B.                | P.d.              | M.        | B.        | P.d.      | M.    | B.    | P.d.  |
| 2017-2018             | FC Metz               | Ligue 1               | 2           | 0           | 0           | -               | -               | -               | -                 | -                 | -                 | -         | -         | -         | 2     | 0     | 0     |
| 2018-2019             | FC Metz               | Ligue 2               | 8           | 0           | 0           | 4               | 0               | 0               | 1                 | 1                 | 0                 | -         | -         | -         | 13    | 1     | 0     |
| 2022-2023             | FC Metz               | Ligue 2               | 34          | 6           | 6           | 2               | 1               | 0               | -                 | -                 | -                 | -         | -         | -         | 36    | 7     | 6     |
| 2023-2024             | FC Metz               | Ligue 1               | 17          | 3           | 2           | -               | -               | -               | -                 | -                 | -                 | 1         | 0         | 0         | 18    | 3     | 2     |
| 2024-2025             | FC Metz               | Ligue 2               | 29          | 5           | 1           | 1               | 0               | 0               | -                 | -                 | -                 | 3         | 0         | 0         | 33    | 5     | 1     |
| Sous-total            | Sous-total            | Sous-total            | 90          | 14          | 9           | 7               | 1               | 0               | 1                 | 1                 | 0                 | 4         | 0         | 0         | 102   | 16    | 9     |
| 2019-2020             | AC Ajaccio (prêt)     | Ligue 2               | 11          | 1           | 0           | -               | -               | -               | -                 | -                 | -                 | -         | -         | -         | 11    | 1     | 0     |
| 2020-2021             | RFC Seraing (prêt)    | Division 1B           | 21          | 5           | 5           | -               | -               | -               | -                 | -                 | -                 | 2         | 0         | 1         | 23    | 5     | 6     |
| 2021-2022             | RFC Seraing (prêt)    | Division 1A           | 23          | 5           | 1           | 1               | 0               | 0               | -                 | -                 | -                 | 2         | 0         | 0         | 26    | 5     | 1     |
| Sous-total            | Sous-total            | Sous-total            | 44          | 10          | 6           | 1               | 0               | 0               | -                 | -                 | -                 | 4         | 0         | 1         | 49    | 10    | 7     |
| Total sur la carrière | Total sur la carrière | Total sur la carrière | 145         | 25          | 15          | 8               | 1               | 0               | 1                 | 1                 | 0                 | 8         | 0         | 1         | 162   | 27    | 16    |

## Palmarès
- Génération Foot
  - Ligue 1 :
    - Vainqueur : 2017.
- FC Metz
  - Ligue 2 :
    - Vainqueur : 2019